# Tafonomie

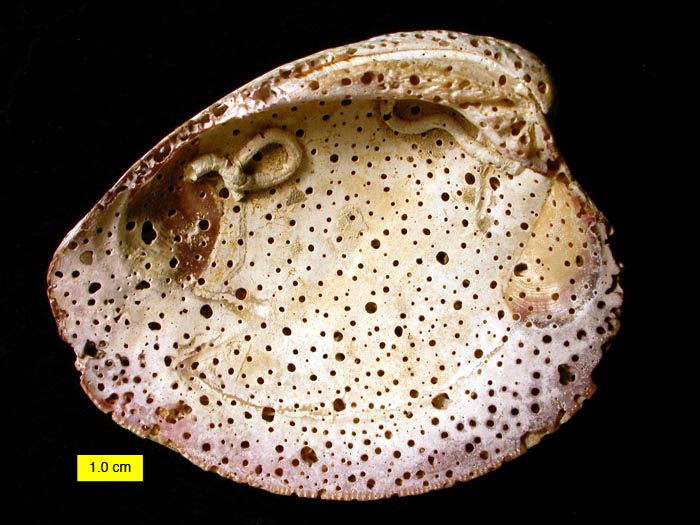
Provrtaný krunýř

Tafonomie je samostatná poddisciplína vědního oboru paleontologie, zkoumající vznik fosílií a jejich způsob zachování. Snaží se o pochopení pohřbívacích procesů, které mají význam pro paleobiologické a paleoekologické interpretace.
Zabývá se transportem, akumulací, fosilizací, změnami organických zbytků v průběhu diageneze (zpevňování sedimentů) a jejich případnou destrukcí.
Slovo tafonomie pochází ze dvou řeckých slov, a to „taphos“, což znamená „smrt“, a „nomos“, což lze přeložit jako „princip“.

## Tafonomický cyklus
Biocenóze (též zvané společenstvo) je začátek tafonomického cyklu. Již zde dochází k ovlivnění, zda bude mít organismus šanci stát se fosilií, neboť většina organismů skončí jako potrava pro organismy na vyšším stupni potravního řetězce.
Nekrocenózy je odumření organismu. Její součástí je i velké množství jednotlivých částí organismů, jež se oddělily od jedince ještě za jeho života – např. pera ptáků, šupiny plazů a ryb, svlečky (exuvie), zbytky plodů, listy, zuby či celé končetiny. Nekrocenóza je tvořena zbytky pocházejícími z organismů, které žily současně na určitém místě. Chybí zde však organismy zkonzumované predátory, což je rozdíl vůči biocenóze, a o tyto zbytky je výsledné fosilní společenstvo ochuzeno.
Tanatocenózy je nahromadění organických zbytků z různých nekrocenóz na jednom místě sedimentačního prostoru. Organické zbytky tedy nemusely žít pohromadě na jednom místě.
Tafocenóza je pohřbení tanatocenózy v sedimentech. Ta bývá oproti tanatocenóze dále ochuzena o zbytky, které byly zničeny rozkladem nebo nemají předpoklady k fosilizaci (neobsahují pevné části). Není vůbec žádnou zvláštností, když se součástí tafocenózy stávají i starší fosilie, které byly někde vyvětrány ze starších sedimentárních hornin a přineseny do sedimentačního prostoru, což se stává například velmi často u mikrofosilií. Díky tomu, že již byly v době vzniku tafocenózy fosilizované, mají větší předpoklady, že budou také lépe zachovány než druhy pocházející z původní tanatocenózy.